# Moorsel (Vlaams-Brabant)
Moorsel is een klein gehucht van Tervuren (Vlaams-Brabant), gelegen in het uiterste noorden van de gemeente. Ten noordwesten grenst het gehucht aan Sterrebeek (Zaventem), ten noordoosten aan Everberg (Kortenberg), ten zuidoosten aan Leefdaal (Bertem) en ten zuiden aan Vossem en Tervuren. Oostelijk, op korte afstand, liggen het Kortenbergse gehucht Vrebos en het Leefdaalse gehucht Kooige. Moorsel wordt administratief tot deelgemeente Tervuren gerekend; het is nooit een zelfstandige gemeente geweest. Parochiaal heeft Moorsel doorheen de geschiedenis zowel tot Sterrebeek als Tervuren behoord.
De historische dorpskern rondom de neogotische Sint-Jozefkerk ligt op de waterscheidingslijn van het Zennebekken en het Dijlebekken. Het oorspronkelijk dorp bestond vooral uit lintbebouwing langs de Moorselstraat en de Oudergemse weg. Later zijn diverse villawijken omheen de dorpskern gebouwd. De plaats heeft zowel een landelijk als residentieel-voorstedelijk karakter, met landbouw, villa's en oude huizen. Bij de kern is een groot, biologisch waardevol bosgebied, het Moorselbos, een restant van het Zoniënwoud van weleer. Op het grondgebied van Kortenberg vindt men bovendien het Hogenbos.
Aandachttrekkende gebouwen zijn de watertoren en het Pachthof van Hertoginnedal. Opvallend door haar kleuren en prominente zichtbaarheid vanaf de N3-verbindingsweg Tervuren-Leuven, is de zogenaamde 'pyjama-wijk' of 'IKEA-wijk', een oostelijk gelegen, sociaal woonproject van Elk Zijn Huis (nu: Woontrots). Architecturaal van belang is het wooncomplex met architectenwoning van Willy Van Der Meeren, gelegen aan het Vierwindenbinnenhof. De enige onderwijsinstelling is de Gemeentelijke Basisschool Moorsel 'De Fonkel'.
Door de hoge ligging op het Brabants leemplateau biedt Moorsel fraaie uitzichten op de Brusselse skyline, net zoals Leuven goed te zien is vanuit Vrebos. De Moorselstraat-Waalsebaan die het dorp doorsnijdt, is te beschouwen als een sluipweg naar de oprit van de E40 in Sterrebeek en zorgt vooral tijdens de spitsuren voor verkeersoverlast. Ten zuiden van het dorp ligt het 75 ha grote golfterrein 'The National Golf Brussels', aangelegd op de vroegere renbaan van Sterrebeek.

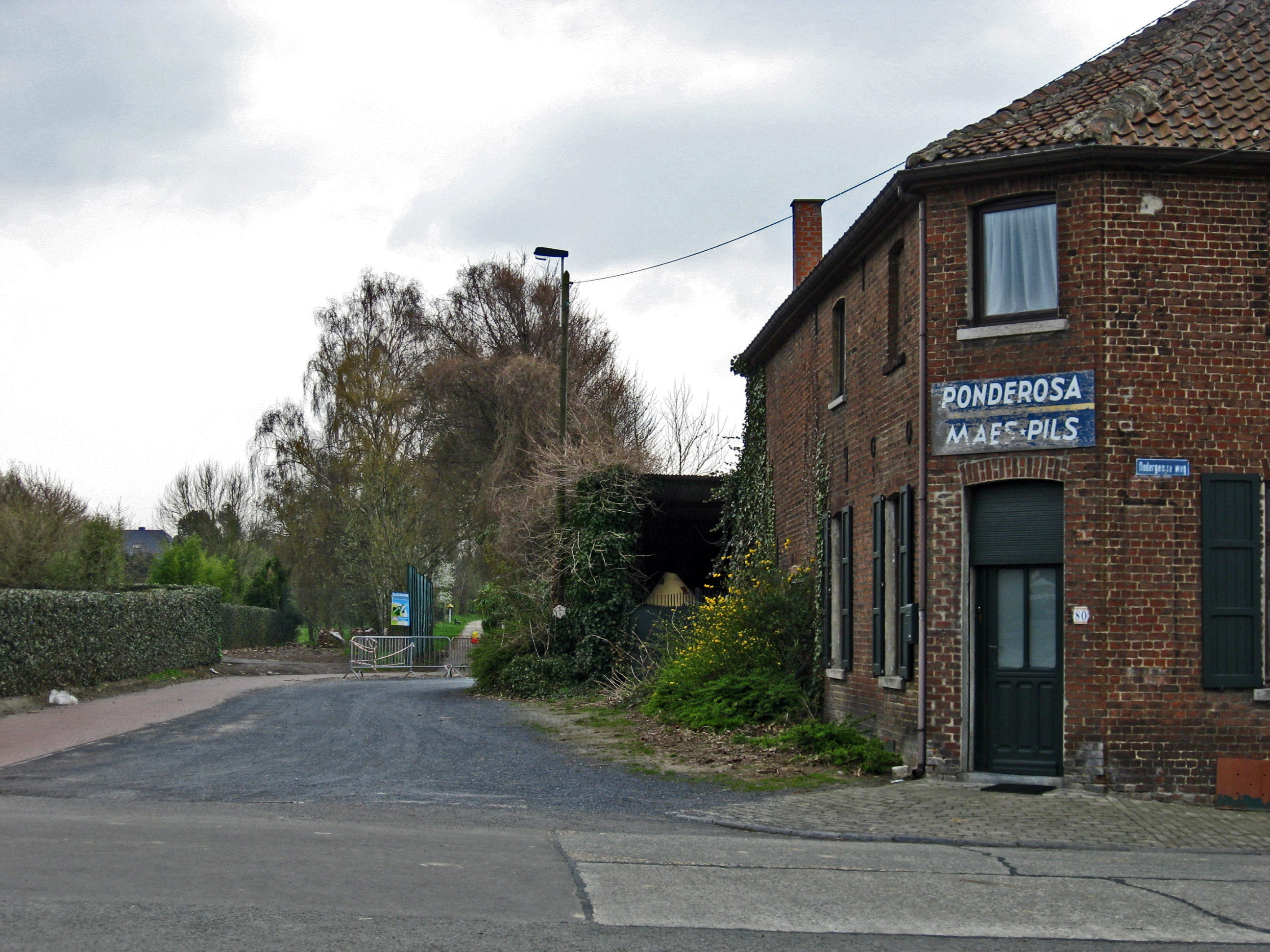
Er was vroeger een tramlijn B die Moorsel bediende. Bij de halte was er een kroeg.

## Nabijgelegen kernen
Vossem, Sterrebeek, Kortenberg, Leefdaal, Tervuren.